# Wysoka Góra (Pasmo Radziejowej)
Wysoka Góra (527 m) – niewybitne wzniesienie w Beskidzie Sądeckim, w zachodniej części Pasma Radziejowej, między Cizową Górą a doliną Dunajca.

## Topografia
Wysoka Góra jest wzniesieniem po północno-wschodniej stronie Dunajca między Szczawnicą a Krościenkiem nad Dunajcem. Grzbiet ten znajduje się między dolinami: od północy Stodolskiego Potoku, wpadającego do Dunajca i od południa – samego Dunajca. Na północ od szczytu wznoszą się Wierchy (563 m), a na północny wschód – Ciżowa Góra (649 m).

## Opis szczytu
Wysoka Góra to dobry punkt widokowy na Szczawnicę i dolinę Dunajca. Na szczyt nie prowadzi żaden znakowany szlak turystyczny. Szczyt i jego zbocza znajdują się na terenie Popradzkiego Parku Krajobrazowego. Znajdują się tu m.in. objęte ochroną źródła wód mineralnych (szczawy) i buczyna karpacka.
Szczyt leży w gminie Szczawnica. Południowo-zachodnie zbocza, opadające ku Dunajcowi znajdują się na terenie przysiółka Piaski.
U podnóża góry, przy drodze łączącej Szczawnicę i Krościenko (przy ul. Głównej 240) znajduje się popularna, regionalna „Karczma Pienińska”.